# Oljelampa

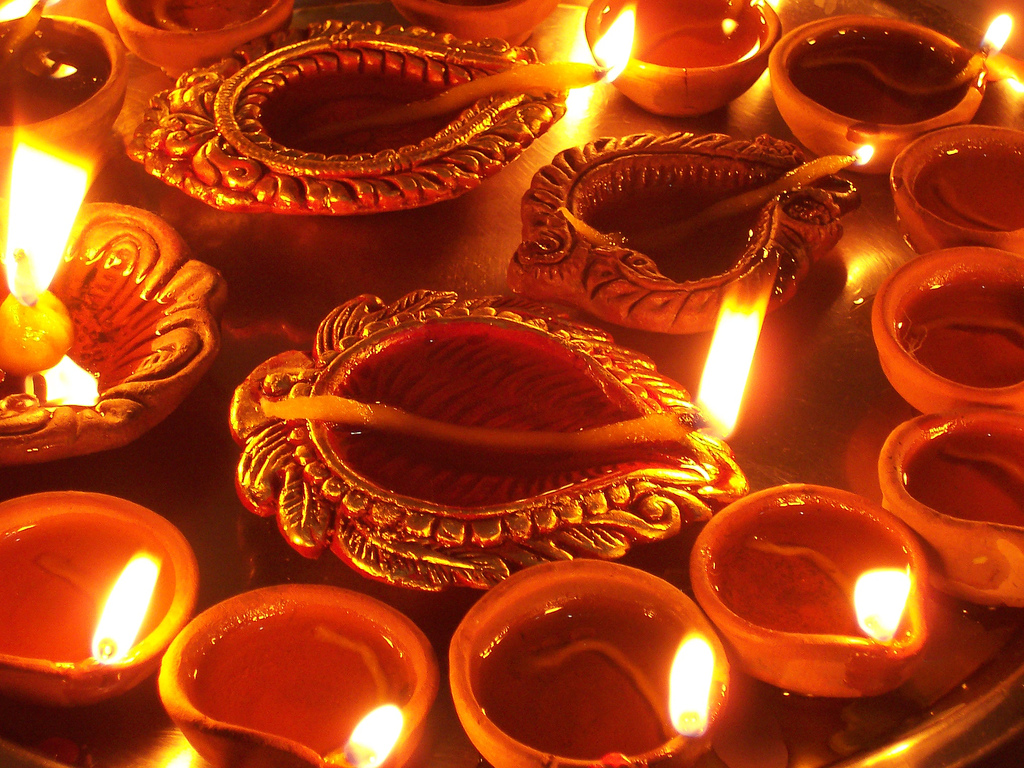
Oljelampor av antik typ

Oljelampan är troligen en av de äldsta lampor som människan har utnyttjat. I början var den inte mer än en lerskål eller urgröpt sten som man lade en veke i kanten av och lät den suga upp oljan som brändes. Det finns belägg för att man använde vitmossa som veke i Norden. Oljan kunde vara såväl vegetabilisk som animalisk, till exempel bomolja eller valolja. 
Den typ av oljelampa som var formad som en skål med snip för veken, hade svagheten att veken endast matades av sin egen kapillärkraft för att pressa upp den mer eller mindre trögflytande oljan. De äldre oljorna var oftast ojämna i kvaliteten och lamporna var därför tvungna att vara ganska grunda och att fyllas på ofta för att fungera. Av denna anledning tränges de med tiden allt mer undan av talg- och vaxljus.
Hieronymus Cardanus uppfann på 1500-talet en lampa med en hög, cylindrisk oljebehållare med en ränna och snip till veken i nederkanten. Genom ett litet hål vid rännans mynning pressades oljan av självtryck ut till veken så snart denna tändes och oljan upphettades därigenom och blev mera lättflyktig. Ett problem förblev dock att ju mindre olja som var kvar i behållaren desto mindre blev trycket och tillflödet av olja.
Oljelampan kom först 200 år senare att förbättras genom den av Leger på 1780-talet uppfunna bandveken. Clas Alströmer utvecklade i Sverige vid ungefär samma tid en mycket snarlik konstruktion av veke, som han tog i produktion vid sitt manufaktori i Alingsås. Aimé Argand drog nytta av denna förbättring, och konstruerade den så kallade argandska brännaren, där den rörformade veken löpte mellan två plåtcylindrar. Härigenom kunde syre tillföras dels genom den öppna kanalen i mitten, dels utifrån varför det blev ett starkare drag i brännaren och ökad ljusstyrka.
En annan förbättring var lampglaset. Tidigt hade man funnit att lågan fick bättre storlek om man placerade en liten plåtskorsten ovanför den. 1756 upptäckte apotekaren Quinquet i Paris att om man bytte plåten mot ett cylinderformigt glas, minskade man problemen med att lågan skymdes. På lampglasets område kom senare ytterligare förbättringar, genom Ruhl och Benkler i Wiesbaden, som upptäckte att man genom att sätta en metallskiva med hål i över lågan, tvingade den genom hålet och gav lågan en hög, smal intensivt lysande spets. Man kom dock snart, på att samma effekt kunde uppnås genom att glaset snörptes åt nedanför lågans spets. I den så kallade Liverpoollampan saknar metallskivan hål och tvingar i stället lågan att sprida sig i en krets kring skivans periferi. Här konstruerades i stället lampglaset så att det fick en tulpanliknande utsvällning i botten.
För att lösa problemet med oljans tryck konstruerade redan vid mitten av 1700-talet tysken Grosse och fransmannen abbé Bercier en pumplampa, där oljan trycktes upp med en kolv. Fransmannen Carcel förbättrade denna uppfinning genom att förse den med ett urverk. Den konstruktionen blev dock såväl dyrbar som osäker i konstruktionen och gick ofta sönder, och dessa lampor fick inget större genombrott. Istället konstruerade Bordier Marcel i Paris 1809 en behållare i ring kring brännaren, den så kallade Astrallampan. Tio år senare konstruerade Parker i London sinumberlampan, där den ringformade behållaren försetts med en kilformad genomskärning. Under början av 1800-talet försågs ofta argandlamporna  med behållare av så kallad stjälptyp. En inre flaskformig behållare jämnade ut oljeflödet till lampan även sedan trycket i behållaren minskat. Den bästa lösningen på oljetillförseln åstadkoms med moderatörlampan, uppfunnen av Franchot i Paris 1836.

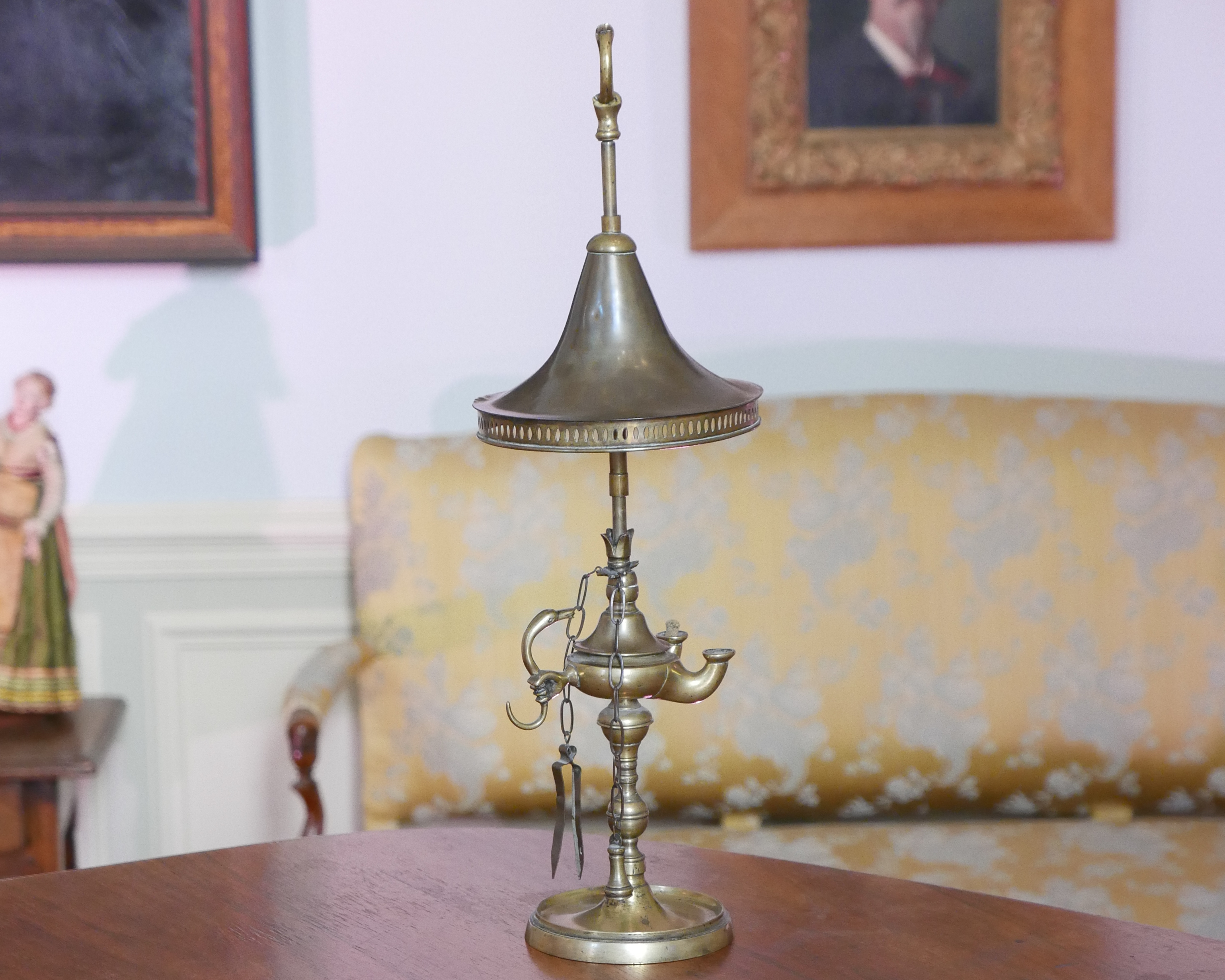
Florentisk oljelampa med fot, handtag och hängande verktyg, tillverkad av mässing.

Under 1700-talet tillverkade italienarna en typ av lampa som kallas florentinsk oljelampa. Denna modell kännetecknas av ett oljehus som står på en hög fot och har ett handtag högst upp. Oljehuset har två till fyra snipformade rör avsedda för bandvekar. Traditionellt har modellen verktyg, till exempel en ljussax för att klippa veken och en kniptång för att mata fram den, hängande i kedjor fastsatta på belysningsarmaturen ovanför oljehuset. Den florentinska oljelampan tillverkades främst i Rom och de påvliga staterna.
1833 hade man gjort försök att i stället för feta oljor använda mer lättflyktiga oljor från växtriket. Terpentinolja användes i amerikanen Moreys lampa och den av Lüdersdorff i Tyskland 1834 uppfunna ånglampan där terpentinolja blandades med sprit. Omkring 1844 började man i Storbritannien använda kamfinlampor som brändes med terpentin. Dessa lampor fick dock ett ganska begränsat genomslag.
Bergolja har använts i lampor ända sedan antiken. Det dröjde dock till dess att man omkring 1840 började använda mineraloljor som utvunnits genom torrdestillation av bituminös skiffer som man fick fram en olja som var mer lämpad som lampbränsle. Dessa oljor krävde dock en ny typ av lampor, fotogenlampor, vilka omkring 1865 börjar ersätta andra typer av oljelampor.